# Kindrovo
Kindrovo is een plaats in de gemeente Podcrkavlje in de Kroatische provincie Brod-Posavina. De plaats telt 92 inwoners (2001).